# Ploudalmézeau
Ploudalmézeau (en bretó Gwitalmeze) és un municipi francès, situat a la regió de Bretanya, al departament de Finisterre. L'any 2006 tenia 5.831 habitants. A l'inici del curs 2007 el 10,1% dels alumnes del municipi eren matriculats a la primària bilingüe.

## Demografia
| 1962                                       | 1968  | 1975  | 1982  | 1990  | 1999  |
| ------------------------------------------ | ----- | ----- | ----- | ----- | ----- |
| 4.190                                      | 4.297 | 4.464 | 4.771 | 4.874 | 4.494 |
| Des de 1962: població sense dobles comptes |       |       |       |       |       |

## Administració
| Període   | Identitat         | Partit |
| --------- | ----------------- | ------ |
| 1945-1956 | Jean Caraes       |        |
| 1956-1961 | François Squiban  |        |
| 1961-2001 | Alphonse Arzel    | UDF    |
| 2001-     | Marguerite Lamour | UMP    |

## Història
El 16 de març de 1978, un petrolier gegant, l'Amoco Cadiz, amb una càrrega de 232.182 tones de petroli brut, va embarrancar a les costes de Portsall.